# Smittina euparypha
Smittina euparypha är en mossdjursart som beskrevs av Ernst Marcus 1921. Smittina euparypha ingår i släktet Smittina och familjen Smittinidae. Inga underarter finns listade i Catalogue of Life.